# Capitalisme morat

La venda de samarretes amb eslògans feministes sol ser criticada a causa que la majoria de la producció tèxtil a nivell mundial és realitzada per dones de països del sud global en condicions d'explotació laboral.

El capitalisme morat, capitalisme violeta o capitalisme feminista és un terme utilitzat per designar, des d'una perspectiva crítica, la incorporació d'alguns postulats del moviment feminista al capitalisme i a l'economia de mercat.
Les crítiques es basen, d'una banda, en què la integració de les dones al mercat laboral no ha suposat un canvi de paradigma del model socioeconòmic cap a un més horitzontal i igualitari, en el qual persisteixen diferències salarials i el treball de cures no s'ha repartit i segueix sent assumit majoritàriament per dones.
D'altra banda, també es qüestiona com s'instrumentalitza el feminisme per vendre productes (com roba o música), perdent el seu sentit polític per convertir-se únicament en una moda que no qüestiona com han estat produïts aquests productes i que exclou a la majoria de la població del planeta.